# Adı Hudea, sadece 4 yaşında
Mit der Bildunterschrift Adı Hudea, sadece 4 yaşında (türkisch für: Sie heißt Hudea und ist nur vier Jahre alt) erschien Anfang 2015 in der Zeitung Türkiye ein Foto, das der türkische Journalist Osman Sağırlı im Dezember 2014 aufgenommen hatte. Es zeigt ein vierjähriges Mädchen, das seinen Vater bei einem Bombenangriff in Hama verloren hatte und mit seiner Mutter und drei Geschwistern im Lager lebte.

## Bildbeschreibung
Das Kind hält die Arme in kapitulierender Pose nach oben, weil es nach Angaben des Fotografen die Kamera mit Teleobjektiv für eine Schusswaffe hält.

## Hintergrund
Laut BBC machte Osman Sağırlı das Foto im Jahr 2012 im Flüchtlingslager Atmeh aus größerer Entfernung.

„Ihre Gesichtszüge spannen sich plötzlich. Die Unterlippe klemmt sie zwischen die Zähne und hebt langsam die Arme... Sie sagt kein Wort und bleibt, wo sie ist... Ein Kind, das den Fotoapparat für eine Waffe hält, lässt sich nicht einfach trösten. Sie heißt Hudea und ist erst vier Jahre alt. Beim Bombardement in Hama hat sie ihren Vater verloren. Mit ihrer Mutter und ihren drei Geschwistern hat sie sich ins Lager Atma geflüchtet.“

## Rezeption
Das Bild wurde laut BBC erst Anfang 2015 in der türkischen Zeitung Türkiye erstmals veröffentlicht. Von dort aus wurde es in sozialen Medien geteilt und löste eine Welle der Bestürzung aus. Diverse internationale Zeitungen und Nachrichtenportale nahmen Meldungen zum Foto auf.